# Manuel Nunes (Erfinder)

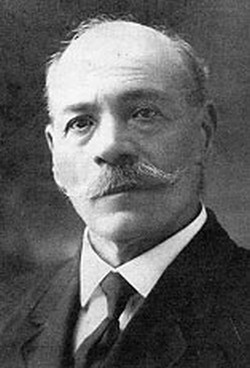
Manuel Nunes, der Erfinder der Ukulele.

Manuel Nunes (* 14. Juni 1843 in Funchal, Madeira, Portugal; † 9. Juli 1922 in Honolulu, damals Republik Hawaii, heute USA) war ein portugiesischer Arbeiter, Möbelschreiner, Fabrikant und Erfinder. Er gilt als der offizielle Erfinder des Musikinstruments Ukulele.
Manuel Nunes kam 1879 von Madeira nach Hawaii. Der Witwer und Vater von neun Kindern arbeitete rund fünf Jahre lang auf diversen Plantagen, bevor er nach Honolulu ging und dort zunächst als Möbelschreiner, später in einer Fabrik für Macheten (kl. Saiteninstrument) arbeitete.
Zusammen mit zwei anderen Portugiesen fabrizierte er ab 1889 in einer eigenen Fabrik Ukulelen, die von ihm aus der portugiesischen Machete bzw. Braguinha entwickelt worden waren. Ein Kompagnon verstarb, der andere erkrankte schwer, sodass Nunes übrig blieb und er nun alleine den Markt für Ukulelen weltweit bedienen konnte. So entstand die Firma "M. Nunes and Sons", die 1910 die offizielle Bestätigung durch die Republik Hawaii erhielt. König David Kalākaua, der letzte männliche Herrscher des Inselstaates, hatte Nunes nach Kräften gefördert, zur Stärkung der nationalen Identität. Ab 1917 zog sich Nunes aus der Öffentlichkeit zurück, zwei seiner Söhne konnten die Produktion echter Nunes-Ukulelen bis Ende der 1930er Jahre fortsetzen.
Die von Nunes hergestellten Instrumente wurden aus feinstem Koa-Holz produziert und haben heute vor allem Sammlerwert und erzielen teilweise hohe Preise. Manuel Nunes starb am 9. Juli 1922 in Honolulu und wurde auf dem Kings Street Cemetery dort beigesetzt.
Nunes schuf damit das hawaiische Nationalinstrument, das später seinen Siegeszug um die ganze Welt antrat.